# Herrera de Alcántara
Herrera de Alcántara is een dorp en gemeente in de Spaanse provincie Cáceres in de regio Extremadura. Herrera de Alcántara heeft een oppervlakte van 122 km² met 273 inwoners (1 januari 2016).

## Burgemeester
De burgemeester van Herrera de Alcántara is Rodrigo Nacarino Salcado.

## Demografische ontwikkeling
Bron: INE, 1857-2011: volkstellingen